# Anastazy (Aleksandrow)
Anastazy, imię świeckie Aleksandr Iwanowicz Aleksandrow (ur. 16 kwietnia 1861 w Bajtieriakowie, zm. 23 czerwca 1918 w Piotrogrodzie) – rosyjski biskup prawosławny, profesor filologii słowiańskiej, językoznawca.

## Życiorys
Był synem duchownego prawosławnego. W 1879 ukończył gimnazjum w Kazaniu, zaś cztery lata później ukończył studia na wydziale historyczno-filologicznym Uniwersytetu Kazańskiego, uzyskując stopień kandydata nauk. W grudniu 1883 został stypendystą profesorskim na katedrze językoznawstwa porównawczego i sanskrytu. W lutym 1884 wyjechał na półtora roku na uniwersytet w Dorpacie, gdzie prowadził wykłady z zakresu językoznawstwa porównawczego. W 1886 uzyskał stopień magistra językoznawstwa na podstawie pracy Sprachliches aus dem Nationaldichter Litauens Donalitius. Zur Semasiologie. We wrześniu tego samego roku został zatrudniony na Uniwersytecie Charkowskim. Dwa lata później obronił dysertację doktorską pt. „Litauische Studien Nominalzusammungen”, przedstawił ją na uniwersytecie w Dorpacie. Od 1888 do 1889 był profesorem nadzwyczajnym Uniwersytetu Kazańskiego na katedrze językoznawstwa porównawczego i sanskrytu, zaś od 1889 do 1896 – profesorem nadzwyczajnym na katedrze filologii słowiańskiej. W 1896 został profesorem zwyczajnym, zaś w 1911 – zasłużonym profesorem zwyczajnym. W latach 1897–1905 był sekretarzem wydziału historyczno-filologicznego Uniwersytetu Kazańskiego, zaś od 1905 do 1909 – jego dziekanem. Od 1903 do 1908 redagował pismo „Uczenyje zapiski Kazanskogo uniwiersitieta”.
W 1896 Aleksandr Aleksandrow utworzył męską szkołę niedzielną i przez dziewięć lat nią kierował, faktycznie również sam finansował jej działalność. Przy szkole istniała jedyna w mieście bezpłatna biblioteka. Od maja 1909 do stycznia 1910 oraz od marca 1910 do sierpnia 1911 był p.o. rektora Uniwersytetu Kazańskiego.

### Duchowny
W kwietniu 1910 władze Kazańskiej Akademii Duchownej zaproponowały Aleksandrowowi objęcie nowo utworzonej katedry historii Cerkwi słowiańskich oraz Cerkwi rumuńskiej. Warunkiem przyjęcia stanowiska było złożenie wieczystych ślubów mniszych. Profesor uczynił to 7 lipca 1910 w Monasterze Raifskim, przed arcybiskupem kazańskim Jakubem. Przyjął imię zakonne Anastazy. Dzień później został wyświęcony na hierodiakona, a dwa dni później – na hieromnicha. Jeszcze w tym samym roku Świątobliwy Synod Rządzący nadał mu doktorat honoris causa w dziedzinie historii Cerkwi za całokształt prac. W 1910 został inspektorem Kazańskiej Akademii Duchownej, zaś w 1911 otrzymał godność archimandryty. W tym też roku został przeniesiony na katedrę języków cerkiewnosłowiańskiego i rosyjskiego. W 1912 mianowano go rektorem Akademii.
4 marca 1912 w soborze Zwiastowania w Kazaniu został wyświęcony na biskupa czystopolskiego, wikariusza eparchii kazańskiej. W maju kolejnego roku został przeniesiony do eparchii petersburskiej, w której został III wikariuszem z tytułem biskupa jamburskiego oraz rektorem Petersburskiej Akademii Duchownej. Wielokrotnie służył w różnych cerkwiach Piotrogrodu i okolic. Był wielkim czcicielem Jana Kronsztadzkiego. Będąc wikariuszem eparchii petersburskiej odpowiadał za nauczanie religii w wyższych szkołach w mieście oraz nadzorował działanie cerkwi jednowierczych, jak również cerkwi zbudowanych dla Rosjan poza granicami Imperium Rosyjskiego (pozostawały one w jurysdykcji metropolity petersburskiego).
Był człowiekiem słabego zdrowia, które w Petersburgu jeszcze się pogorszyło. W czerwcu 1918, podczas uroczystości cerkiewnych z udziałem patriarchy moskiewskiego i całej Rusi Tichona zachorował na zapalenie płuc i zmarł w końcu miesiąca w Szpitalu Marińskim. Jego pogrzeb w dniu 26 czerwca 1918 poprowadził metropolita piotrogrodzki Beniamin. Został pochowany na cmentarzu mnichów Ławry Aleksandra Newskiego.

## Dorobek naukowy
Autor opracowań z zakresu językoznawstwa porównawczego, dialektologii języka rosyjskiego, języków cerkiewnosłowiańskiego i litewskiego, slawistyki, historii Czarnogóry. Biegle władał sanskrytem, znał również kilka języków słowiańskich. Był autorem programu nauczania języka litewskiego oraz historii i literatury w szkołach średnich w okręgach szkolnych wileńskim i warszawskim.
Wielokrotnie udawał się do Serbii, Bułgarii, Austro-Węgier, Czarnogóry oraz do Konstantynopola i na Athos w celach związanych z prowadzoną pracą naukową. Swoje artykuły, recenzje i homilie publikował w prasie uniwersyteckiej i cerkiewnej.